# Grand Prix automobile du Portugal 1996
GP précédent GP suivant
Le Grand Prix automobile du Portugal 1996 (Grande Prêmio de Portugal), disputé sur l'Autódromo do Estoril situé à Estoril près de Lisbonne au Portugal le 22 septembre 1996, est la seizième édition du Grand Prix, le 596e Grand Prix de Formule 1 couru depuis 1950 et la quinzième manche du championnat 1996.

## Qualifications

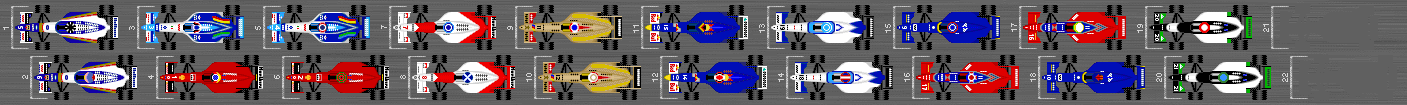
La grille de qualification du Grand Prix du Portugal 1996.

| Pos. | No | Pilote                | Écurie             | Temps          | Écart     |
| ---- | -- | --------------------- | ------------------ | -------------- | --------- |
| 1    | 5  | Damon Hill            | Williams-Renault   | 1 min 20 s 330 |           |
| 2    | 6  | Jacques Villeneuve    | Williams-Renault   | 1 min 20 s 339 | + 0 s 009 |
| 3    | 3  | Jean Alesi            | Benetton-Renault   | 1 min 21 s 088 | + 0 s 758 |
| 4    | 1  | Michael Schumacher    | Ferrari            | 1 min 21 s 236 | + 0 s 906 |
| 5    | 4  | Gerhard Berger        | Benetton-Renault   | 1 min 21 s 293 | + 0 s 963 |
| 6    | 2  | Eddie Irvine          | Ferrari            | 1 min 21 s 362 | + 1 s 032 |
| 7    | 7  | Mika Häkkinen         | McLaren-Mercedes   | 1 min 21 s 640 | + 1 s 310 |
| 8    | 8  | David Coulthard       | McLaren-Mercedes   | 1 min 22 s 066 | + 1 s 736 |
| 9    | 11 | Rubens Barrichello    | Jordan-Peugeot     | 1 min 22 s 205 | + 1 s 875 |
| 10   | 12 | Martin Brundle        | Jordan-Peugeot     | 1 min 22 s 324 | + 1 s 994 |
| 11   | 15 | Heinz-Harald Frentzen | Sauber-Ford        | 1 min 22 s 325 | + 1 s 995 |
| 12   | 14 | Johnny Herbert        | Sauber-Ford        | 1 min 22 s 655 | + 2 s 325 |
| 13   | 19 | Mika Salo             | Tyrrell-Yamaha     | 1 min 22 s 765 | + 2 s 435 |
| 14   | 18 | Ukyo Katayama         | Tyrrell-Yamaha     | 1 min 23 s 013 | + 2 s 683 |
| 15   | 9  | Olivier Panis         | Ligier-Mugen-Honda | 1 min 23 s 055 | + 2 s 725 |
| 16   | 17 | Jos Verstappen        | Arrows-Hart        | 1 min 23 s 531 | + 3 s 201 |
| 17   | 16 | Ricardo Rosset        | Arrows-Hart        | 1 min 24 s 230 | + 3 s 900 |
| 18   | 10 | Pedro Diniz           | Ligier-Mugen-Honda | 1 min 24 s 293 | + 3 s 963 |
| 19   | 20 | Pedro Lamy            | Minardi-Ford       | 1 min 24 s 510 | + 4 s 180 |
| 20   | 21 | Giovanni Lavaggi      | Minardi-Ford       | 1 min 25 s 612 | + 5 s 282 |

## Classement

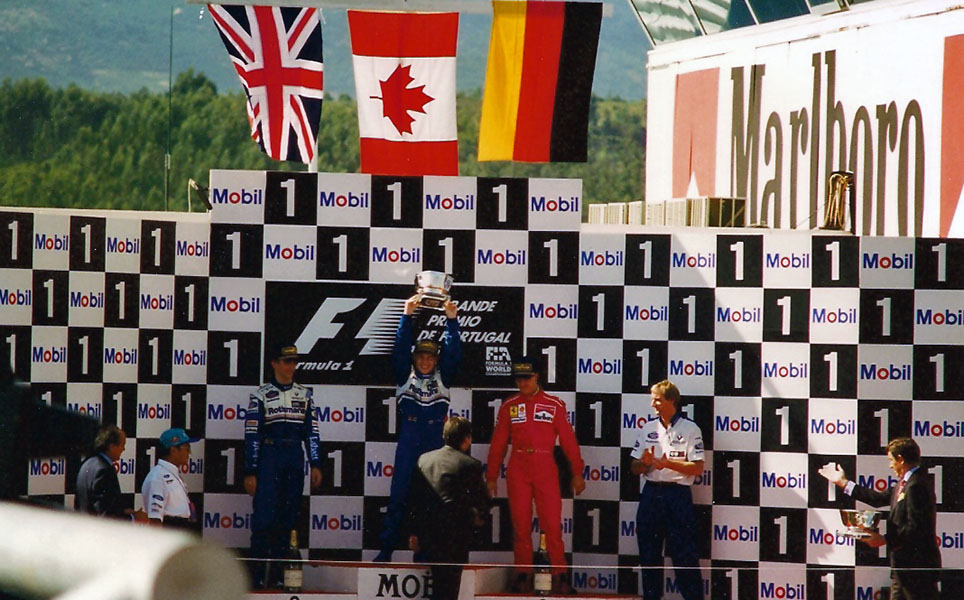
Le podium du Grand Prix.

| Pos. | No | Pilote                | Écurie             | Tours | Temps/Abandon                      | Grille | Points |
| ---- | -- | --------------------- | ------------------ | ----- | ---------------------------------- | ------ | ------ |
| 1    | 6  | Jacques Villeneuve    | Williams-Renault   | 70    | 1 h 40 min 22 s 915 (182,423 km/h) | 2      | 10     |
| 2    | 5  | Damon Hill            | Williams-Renault   | 70    | + 19 s 966                         | 1      | 6      |
| 3    | 1  | Michael Schumacher    | Ferrari            | 70    | + 53 s 765                         | 4      | 4      |
| 4    | 3  | Jean Alesi            | Benetton-Renault   | 70    | + 55 s 109                         | 3      | 3      |
| 5    | 2  | Eddie Irvine          | Ferrari            | 70    | + 1 min 27 s 389                   | 6      | 2      |
| 6    | 4  | Gerhard Berger        | Benetton-Renault   | 70    | + 1 min 33 s 141                   | 5      | 1      |
| 7    | 15 | Heinz-Harald Frentzen | Sauber-Ford        | 69    | + 1 tour                           | 11     |        |
| 8    | 14 | Johnny Herbert        | Sauber-Ford        | 69    | + 1 tour                           | 12     |        |
| 9    | 12 | Martin Brundle        | Jordan-Peugeot     | 69    | + 1 tour                           | 10     |        |
| 10   | 9  | Olivier Panis         | Ligier-Mugen-Honda | 69    | + 1 tour                           | 15     |        |
| 11   | 19 | Mika Salo             | Tyrrell-Yamaha     | 69    | + 1 tour                           | 13     |        |
| 12   | 18 | Ukyo Katayama         | Tyrrell-Yamaha     | 68    | + 2 tours                          | 14     |        |
| 13   | 8  | David Coulthard       | McLaren-Mercedes   | 68    | + 2 tours                          | 8      |        |
| 14   | 16 | Ricardo Rosset        | Arrows-Hart        | 67    | + 3 tours                          | 17     |        |
| 15   | 21 | Giovanni Lavaggi      | Minardi-Ford       | 65    | + 5 tours                          | 20     |        |
| 16   | 20 | Pedro Lamy            | Minardi-Ford       | 65    | + 5 tours                          | 19     |        |
| Abd. | 7  | Mika Häkkinen         | McLaren-Mercedes   | 52    | Collision                          | 7      |        |
| Abd. | 17 | Jos Verstappen        | Arrows-Hart        | 47    | Moteur                             | 16     |        |
| Abd. | 10 | Pedro Diniz           | Ligier-Mugen-Honda | 46    | Sortie de piste                    | 18     |        |
| Abd. | 11 | Rubens Barrichello    | Jordan-Peugeot     | 41    | Sortie de piste                    | 9      |        |

## Pole position et record du tour
- Pole position : Damon Hill en 1 min 20 s 330 (vitesse moyenne : 195,394 km/h).
- Meilleur tour en course : Jacques Villeneuve en 1 min 22 s 873 au 37e tour (vitesse moyenne : 189,398 km/h).

## Tours en tête
- Damon Hill 42 (1-17 / 22-33 / 36-48)
- Jean Alesi 4 (18-21)
- Jacques Villeneuve 24 (34-35 / 49-70)

## Statistiques
- 4e victoire pour Jacques Villeneuve.
- 94e victoire pour Williams en tant que constructeur.
- 85e victoire pour Renault en tant que motoriste.
- 7e et dernier Grand Prix pour Giovanni Lavaggi.